# John Sevier
John Sevier (Condado de Rockingham, 23 de setembro de 1745 - Alabama, 24 de setembro de 1815) foi um soldado americano, colonizador e político, um dos fundadores e 1º governador do estado do Tennessee. Ele teve um papel fundamental, como militar e político, na formação do estado até a chegada ao governo em 1796. Sevier serviu como Coronel na batalha de Kings Mountaind, em 1780 e comandou a milícia de fronteira em dezenas de batalhas contra os Cherokee e Chickamaugas na década de 1780 e de 1790.
Sevier chegou na fronteira do Vale do Tennessee, na década de 1770. Em 1776, foi eleito um dos cinco magistrados da Associação Watauga  (foi um governo semi-autônomo criado em 1772 por colonizadores de fronteira que viviam ao longo do Rio Watauga) e ajudou a defender o Forte Watauga contra um ataque dos Cherokee (índios nativos americanos). Com o início da Guerra da Independência dos Estados Unidos, foi escolhido como membro da Comissão de segurança para a sucessora da associação Watauga, o distrito de Washington. Após a batalha de Kings Mountain, ele liderou uma invasão que destruiu várias cidades dos Chickamauga, no norte da Geórgia. Na década de 1780, Sevier serviu como o único governador de estado de Franklin, uma tentativa de início, sem êxito, de um dos colonizadores assentados nos Trans-Appalachian. Ele era general-de-brigada da milícia no território sudoeste durante o início de 1790.
Sevier exerceu seis mandatos de dois anos como governador do Tennessee, de 1796 até 1801 e de 1803 a 1809, com limitações de prazo pela constituição, impedindo um quarto mandato consecutivo em ambos os casos. Sua carreira política foi marcada por uma crescente rivalidade com ascendente político Andrew Jackson, que quase culminou em um duelo em 1803. Após seu último mandato como governador, Sevier exerceu dois mandatos na Câmara dos Representantes dos Estados Unidos, de 1811 até sua morte em 1815.

## Início de vida
John Sevier nasceu no Condado de Rockingham, Virgínia (na época era parte do Condado de Augusta), que é hoje a cidade New Market (Virgínia). Ele era o mais velho dos sete filhos de Valentim "O imigrante" Sevier e Joanna Goad. Seu pai era descendente de huguenotes franceses (calvinistas) e migrou para o Baltimore em 1740 e gradualmente encaminhou-se para o vale de Shenandoah.
O pai de Sevier trabalhou como encarregado de taberna, comerciante de peles e especulador de terras, e Servier inicialmente seguiu um caminho semelhante de carreira. Ainda jovem, ele abriu sua própria taberna e ajudou em pratos na cidade New Market, perto de seu local de nascimento (a cidade afirma ter Sevier como seu fundador). Em 1761, ele casou com Sarah Hawkins e estabeleceu-se gradualmente em uma vida na agricultura. Algumas fontes sugerem que Sevier serviu como um capitão de milícia Colonial sob George Washington na guerra do Lord Dunmore em 1773 e 1774.

## Associação Watauga e distrito de Washington
No início da década de 1770, Sevier e seu irmão começaram a fazer viagens em vários assentamentos na fronteira Trans-Appalachian, no atual Tennessee nordeste. No final de 1773, Sevier mudou-se com sua família para os assentamentos do Vale Carter ao longo do Rio Holston. Três anos mais tarde, ele avançou ainda mais ao Sul nos assentamentos Watauga, no que é agora Elizabethton, Tennessee. A Associação Wataugans havia arrendado terras de Cherokee em 1772 e formaram um governo incipiente, conhecido como a associação de Watauga. Sevier em 1775, foi nomeado secretário de Justiça da Corte composta por 5 membros e foi eleito para o Tribunal, em 1776.
A proclamação real de 1763 proibiu o povoamento inglês em terras indígenas, e como os assentamentos Watauga estavam em território Cherokee, os britânicos consideraram os mesmos ilegais. Em março de 1775, colonos compraram as terras de Cherokee, com Sevier listado como uma testemunha de compra. Os britânicos se recusaram reconhecer a compra e continuaram a exigir a licença dos colonos. Além disso, um grupo de Cherokees liderados pelo Dragging Canoe discordaram com a venda das terras da tribo e começaram a fazer ameaças contra os colonos.

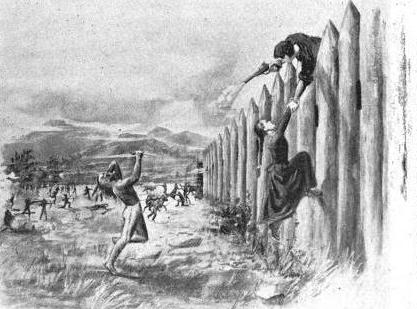
Esboço de Goodpasture na história do Tennessee (1903), mostrando Sevier puxando Catherine Sherrill para local seguro durante o assalto de Cherokee ao Watauga Fort

Com o Guerra da Independência dos Estados Unidos, em abril de 1775, os Watauganos, a maioria dos quais eram simpática à causa patriota, organizaram o distrito de Washington e formaram uma Comissão de segurança de 13 membros. A Comissão, que incluía Sevier, submeteu a "Watauga petição" para a Virgínia na primavera de 1776, pedindo formalmente para ser anexada, mas a Virgínia recusou (o historiador J. G. M. Ramsey sugeriu que Sevier escreveu a petição, mas historiadores posteriores rejeitaram isto). A Wataugans, em seguida, peticionou para Carolina do Norte.
Temendo uma invasão de Dragging Canoe, que estava recebendo armas dos britânicos, os colonos de Overmountain construíram o Fort Carrilho (comumente chamado de Fort Watauga) para proteger os assentamentos Watauga e a estação em Eaton para proteger os assentamentos de Holston. Sevier tinha começado a construção do Fort Lee para se proteger os assentamentos no Vale do Nolichucky, mas depois de receber a palavra de uma iminente invasão de Cherokee de Nancy Ward (uma indígena), os colonos de Nolichucky fugiram para Fort Caswell e Sevier, logo em seguida.
A invasão de Cherokee começou em meados de julho de 1776. Dragging Canoe prosseguiu ao norte para atacar os assentamentos de Holston, enquanto um destacamento liderado por Old Abraham de Chilhowee invadiu os assentamentos Watauga. Em 21 de julho, as forças do Old Abraham chegaram a Fort Caswell, que foi guarnecido por 75 milícias comandadas por John Carter, com Sevier e James Robertson como subordinados. Uma colona, Catherine Sherrill, futura esposa de Sevier, não conseguiu fugir antes que a porta do forte fosse trancada, mas Sevier conseguiu chegar sobre as paliçadas e puxou-a para local seguro. A guarnição do forte conseguiu rebater o assalto de Cherokee, e depois de duas semanas de cerco, Old Abraham recuou. Os Cherokee finalmente demandaram pela paz após uma invasão do território Overhill por William Christian em outubro de 1776.
O Watauganos enviaram cinco delegados, entre eles Sevier, para Convenção constitucional da Carolina do Norte em novembro de 1776. A nova Constituição criou o "distrito de Washington", que incluía a maioria do atual Tennessee. O novo distrito elegeu Sevier para um de seus dois assentos na Câmara dos representantes do estado. O distrito tornou-se o Condado de Washington, Carolina do Norte, em 1777. Sevier foi nomeado tenente-coronel da milícia do novo condado.

## A batalha de Kings Mountain
Após a vitória britânica na batalha de Camden, em agosto de 1780, um destacamento sob o comando de Major Patrick Ferguson, foi enviado para suprimir a atividade de patriotas nas montanhas. Depois do roteamento de uma pequena força sob o comando de Charles McDowell, Ferguson enviou uma mensagem para as povoações de Overmountain, advertindo-os que se houvesse recusa em depor armas, ele iria marchar sobre as montanhas e "transformaria o país em cinzas com fogo e espada". Servier e o coronel de milícias Isaac Shelby do Condado de Sullivan concordaram em levantar exércitos e marchar através das montanhas para cercar Ferguson.
Em 25 de setembro de 1780, os Overmountain men, reunidos em Sycamore Shoals prepararam uma marcha. Esta força era composta por 240 milicianos do Condado de Washington comandados por Sevier, 240 milicianos do Condado de Sullivan comandados por Shelby e 400 milicianos da Virgínia comandados por William Campbell. Para fornecer fundos para a marcha, Sevier obteve um empréstimo de John Adair, colocando seus próprios bens como garantia. A força combinada partiu através das montanhas em 26 de setembro, para então unir-se com os demais milicianos de McDowell.
Em 7 De outubro, os Overmountain men cercaram Ferguson, que tinha o apoio de forças leais do alto das Kings Mountain, perto da fronteira da Carolina e da Carolina do Norte-Sul de hoje. Os milicianos de Sevier compuseram a parte do flanco sul, juntamente com as forças de Campbell e McDowell. As força patrióticas inicialmente não conseguiram romper as linhas leais, mas os francoatiradores da fronteira gradualmente dizimaram as fileiras britânicas. No auge da batalha, Sevier e Campbell tomaram o ponto alto da posição britânica, dando aos americanos um ponto seguro no topo da montanha. Ferguson foi finalmente morto tentando romper a linha de Sevier e as forças leais renderam-se logo em seguida. O irmão de Sevier, Robert, foi ferido mortalmente nesta batalha.

## Guerras de Cherokee e de Chickamauga
Ao retornar de Kings Mountain, Sevier recebeu a notícia de Nancy Ward de uma iminente invasão de Cherokee e imediatamente organizou uma força de 300 milicianos e marchou para o sul. Em 16 de dezembro de 1780, ele derrotou uma força dos Cherokee na batalha de Boyd Creek, perto da atual Sevierville. Poucos dias depois, ele foi acompanhado por um contingente da milícia da Virgínia, liderada por Arthur Campbell e as forças combinadas continuaram ao Sul, ocupando a Chota (Cherokee town) no dia 25 de dezembro, ainda ocuparam e queimaram Chilhowee e Tallassee três dias mais tarde. Sevier e Campbell seguiram até o rio Hiwassee, onde queimaram as aldeias de Great Hiwassee e Chestoee, antes de começar a marcha no dia de ano novo.
Em fevereiro de 1781, Sevier assumiu como Coronel-Comandante da milícia do Condado de Washington, após a morte de John Carter. Pouco depois, ele embarcou em uma expedição contra as cidades do meio de Cherokee, que ficavam do outro lado das montanhas nos arredores da atual Bryson City, Carolina do Norte. Emergindo nas montanhas em março, sua força de 150 milicianos tomou a vila de Tuckasegee de surpresa, matando cerca de 50 pessoas e a capturando várias outras. Enfrentando pouca oposição, ele começou a destruir cerca de 15 aldeias antes de voltar para casa.
Em setembro de 1782, Sevier montou uma expedição contra Dragging Canoe e os Chickamaugas, que concentraram-se, agora, em uma sequência de aldeias no norte da Geórgia e do Alabama. Ele derrotou uma pequena força de Chickamauga perto de Lookout Mountain e destruiu várias aldeias ao longo do Rio Coosa.

## Estado de Franklin
Em 1783, a Carolina do Norte, cedendo à pressão do Congresso Continental e ansiosa para se desfazer de um distrito caro e não rentável, cedeu suas terras a oeste das montanhas apalaches ao governo federal. No entanto, o Congresso não aceitou imediatamente as terras, criando um vazio de poder onde é o atual Tennessee. Em agosto de 1784, Sevier serviu como presidente de uma Convenção realizada em Jonesborough, com o objetivo de estabelecer um novo estado. Em março do ano seguinte, foi eleito governador do Estado proposto, que foi chamado de "Franklin", homenageando Benjamin Franklin.

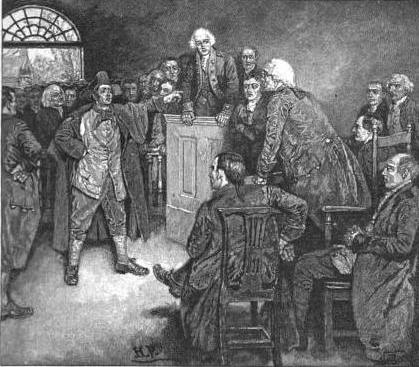
Desenho de Howard Pyle em uma edição de 1885 da Harper's Magazine, romantizando a fuga de Sevier da Carolina do Norte em 1788 (ele realmente nunca foi a julgamento).

Em 1784 a Carolina do Norte anulou a cessão de território e reafirmou a sua reivindicação para a região do Tennessee. Sevier inicialmente apoiou, em parte porque para ele foi oferecida uma promoção a general-de-brigada, mas foi convencido por William Cocke permanecer com os Franklinenses. Sevier embora tivesse apoio popular, numerosos nativos de Washington, liderados por John Tipton (1730–1813), permaneceram leal à Carolina do Norte, criando uma situação em que dois governos paralelos, um leal à Franklin e o outro à Carolina do Norte estavam operando no Tennessee. Ambos possuíam funcionários públicos eleitos. As relações entre os dois governos foram inicialmente cordiais, apesar de uma rivalidade entre Sevier e Tipton.
Como a Carolina do Norte e Franklin competiam pela lealdade dos moradores da área, Sevier envolveu-se em intrigas com a Geórgia para ganhar o controle de terras Cherokee no que é hoje o norte do Alabama, onde Sevier tinha recebido a reivindicação de consideráveis hectares de terra. Ele até mesmo considerou uma aliança com a Espanha, cujo governador Esteban Rodríguez Miró, tentou influenciar Sevier, embora Sevier tenha abandonado a ideia.
Em junho de 1785, Sevier negociou o Tratado de Dumplin Creek, em que os Cherokee desistiram de reivindicações de terras ao sul do French Broad River tanto quanto da divisão do Little River–Little Tennessee River. No ano seguinte, o Tratado de Coyatee estendeu o limite ao Rio Little Tennessee, e o estado de Franklin criou três novos condados, que atualmente são Cocke, Sevier e Blount. Os Estados Unidos nunca reconheceram estes tratados, no entanto, o destino dos colonos que mudaram-se para essas áreas permaneceu no limbo por anos.
Em fevereiro de 1788, a rivalidade entre Sevier e Tipton veio à tona no que ficou conhecido como a "batalha de Franklin". Enquanto Sevier estava afastado em campanha contra os Cherokee, Tipton ordenou que alguns dos seus bens fossem apreendidos por impostos supostamente devidos à Carolina do Norte. Em resposta, Sevier levou uma milícia de 150 homens para ocupar uma fazenda do Tipton, defendida por cerca de 45 legalistas. Ambos os lados exigiram a rendição recíproca e com breve troca de tiros. Em 29 de fevereiro, dois dias depois que começou o cerco, reforços legalistas do Condado de Sullivan chegaram ao local e dispersaram os Franklinenses. Sevier recuou, porém não sem antes haver várias mortes em ambos os lados. Dois dos filhos de Sevier foram capturados, mas posteriormente libertados.
No Verão de 1788, uma família de colonos foi morta por Cherokees renegados do Condado de Blount, no que ficou conhecido como o Nine Mile Creek Massacre. Em resposta, Sevier invadiu e destruiu várias cidades Cherokee no pequeno vale de Tennessee. Vários líderes Cherokee reuniram-se com Sevier sob uma bandeira de trégua para discutir a paz e um membro da família foi assassinado, John Kirke, atacou a delegação e matou vários chefes, entre eles Old Tassel e Old Abraham do Chilhowee. Esta ação enfureceu os Cherokee, e muitos deles apoiaram o Dragging Canoe.
Após a batalha de Franklin, o apoio para Sevier e ao estado de Franklin entrou em declínio em áreas ao norte do French Broad River e o governador Samuel Johnston emitiu um mandado de prisão em julho de 1788 contra Sevier. Em outubro, depois que ele atacou o dono de loja de Jonesborough David Deaderick por se recusar a vender-lhe bebida, os Tiptonitas conseguiram prender Sevier. Ele foi enviado para Morganton, Carolina do Norte, para ser julgado por traição, mas foi liberado pelo xerife do Condado de Burke, William Morrison (um veterano de Kings Mountain), antes que o julgamento começasse.
Em janeiro de 1789, Sevier derrotou uma grande invasão dos Cherokee liderados por John Watts na batalha de Flint Creek perto Jonesborough.

## Território do sudoeste
Em fevereiro de 1789, Sevier prestou juramento de fidelidade à Carolina do Norte. Ele foi eleito para o Senado do estado da Carolina do Norte e foi perdoado pelo governador da Carolina do Norte Alexander Martin. Quando o Senado reuniu-se em novembro de 1789, Sevier trabalhou em apoio a ratificação do estado da Constituição dos Estados Unidos. Depois da ratificação em 23 de novembro, Sevier ajudou a elaborar um segundo ato de cessão, que foi aprovado com pouca oposição em dezembro, que em essência, entregou o que é agora o estado do Tennessee para o governo federal.
Para administrar a nova cessão, o Congresso criou o território do sudoeste na primavera de 1790, que seria administrado em conformidade com a portaria do noroeste. Sevier foi nomeado brigadeiro-general da milícia territorial e seu amigo especulador de terras e político da Carolina do Norte, William Blount, foi nomeado governador. Em junho de 1791, Blount negociou o Tratado de Holston, que resolvia as disputas de terra com os Cherokee criadas pelo Tratado de Dumplin Creek.
No Outono de 1793, após o atentado dos Cherokee na Cavet's Station oeste de Knoxville, Sevier levou a milícia territorial Sul na Geórgia, onde ele derrotou um grupo de Cherokee na batalha de Hightower e destruiu várias aldeias. No ano seguinte, foi nomeado pelo presidente Washington ao Conselho territorial, um órgão que teve uma função semelhante a de um Senado estadual. No mesmo ano, foi nomeado para o primeiro Conselho de curadores de Blount College, o precursor da Universidade do Tennessee.

## Governador do Tennessee

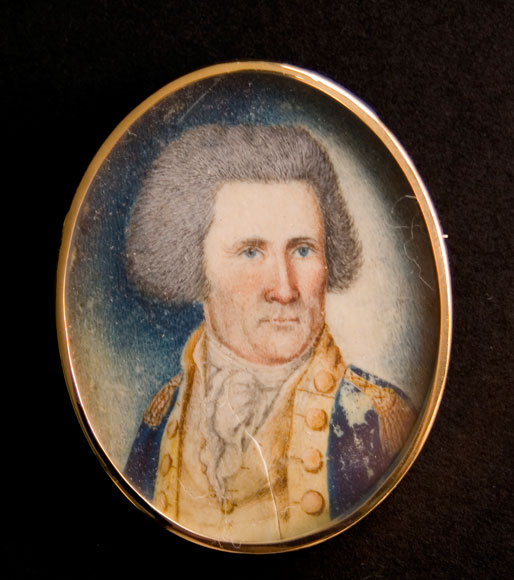
Retrato de Sevier por James Willson Peale

Em 1796, o território do sudoeste foi admitido à União como estado do Tennessee. Sevier, perdeu de participar da Convenção constitucional do estado enquanto servia ao Conselho territorial em Washington, mas, no entanto, foi eleito o primeiro governador do novo estado. Sevier fez da aquisição de terras indígenas uma prioridade e consistentemente exortou o Congresso e o Secretário de guerra para negociar novos tratados para essa política de aquisição.
Durante seu primeiro mandato como governador, Sevier desenvolveu uma rivalidade crescente com o advogado Andrew Jackson. Em 1796, Jackson fez campanha para o cargo de major-general da milícia do Estado, mas frustrou-se ao ver Sevier lançando seu apoio para George Conway. Jackson também soube que Sevier referia-se a ele como " um lamentável pobre mesquinho e nebuloso advogado" em conversas privadas. Em 1797, Jackson tornou-se ciente de uma fraude maciça que teve lugar na secretaria de terras de Nashville da Carolina do Norte na década de 1780 e notificou o governador da Carolina do Norte. Quando o governador exigiu documentos da secretaria, Sevier bloqueou sua remessa, levando Jackson concluir que Sevier de alguma forma esteva envolvido no escândalo.
Depois de terceiro mandato (dois anos cada) de  Sevier como governador, o limite constitucional de mandatos impediram-o de procurar um quarto mandato consecutivo e Archibald Roane foi eleito como seu sucessor. Sevier e Jackson fizeram campanha para o major-general da milícia, e quando a votação terminou em empate, Roane escolheu Jackson. Quando Sevier anunciou sua candidatura para governador em 1803, Roane e Jackson fizeram dos documentos da secretaria de terras de Nashville escândalo público e acusaram Sevier de suborno e corrupção. Seus esforços para macular a imagem de Sevier fracassaram no entanto, e Sevier derrotou facilmente Roane na próxima eleição.
Após sua posse, Sevier encontrou Jackson em Knoxville, e seguiu-se um diálogo no qual Sevier acusou Jackson de adultério de seu casamento com Rachel Donelson. Furioso Jackson desafiou Sevier para um duelo, que foi aceito por Sevier. O duelo foi realizado em algum lugar no sudoeste, mas o vagão de Sevier parou na estação de Campbell no caminho para o duelo. Como Jackson voltou para Knoxville, a comitiva dele reencontrou-se com Sevier. Os dois gritaram e trocaram insultos e o cavalo de Sevier fugiu, carregando suas pistolas. Jackson apontou seu revólver para Sevier, que se escondeu atrás de uma árvore. O filho de Sevier apontou seu revólver para Jackson e Jackson Segundo apontou seu revólver para o filho de Sevier. Membros de ambas as partes conseguiram resolver o incidente antes que o derramamento de sangue ocorresse.
Em 1804, Sevier ajudou William C. C. Claiborne obter a nomeação de governador do território da Louisiana recém-adquirido, uma posição que Jackson tinha procurado. Jackson novamente foi apoiado por Roane na eleição para governador do estado em 1805, mas Sevier ganhou com quase dois terços dos votos a mais. A última campanha de Sevier para governador foi em 1807, quando ele derrotou William Cocke.

## Anos posteriores e morte

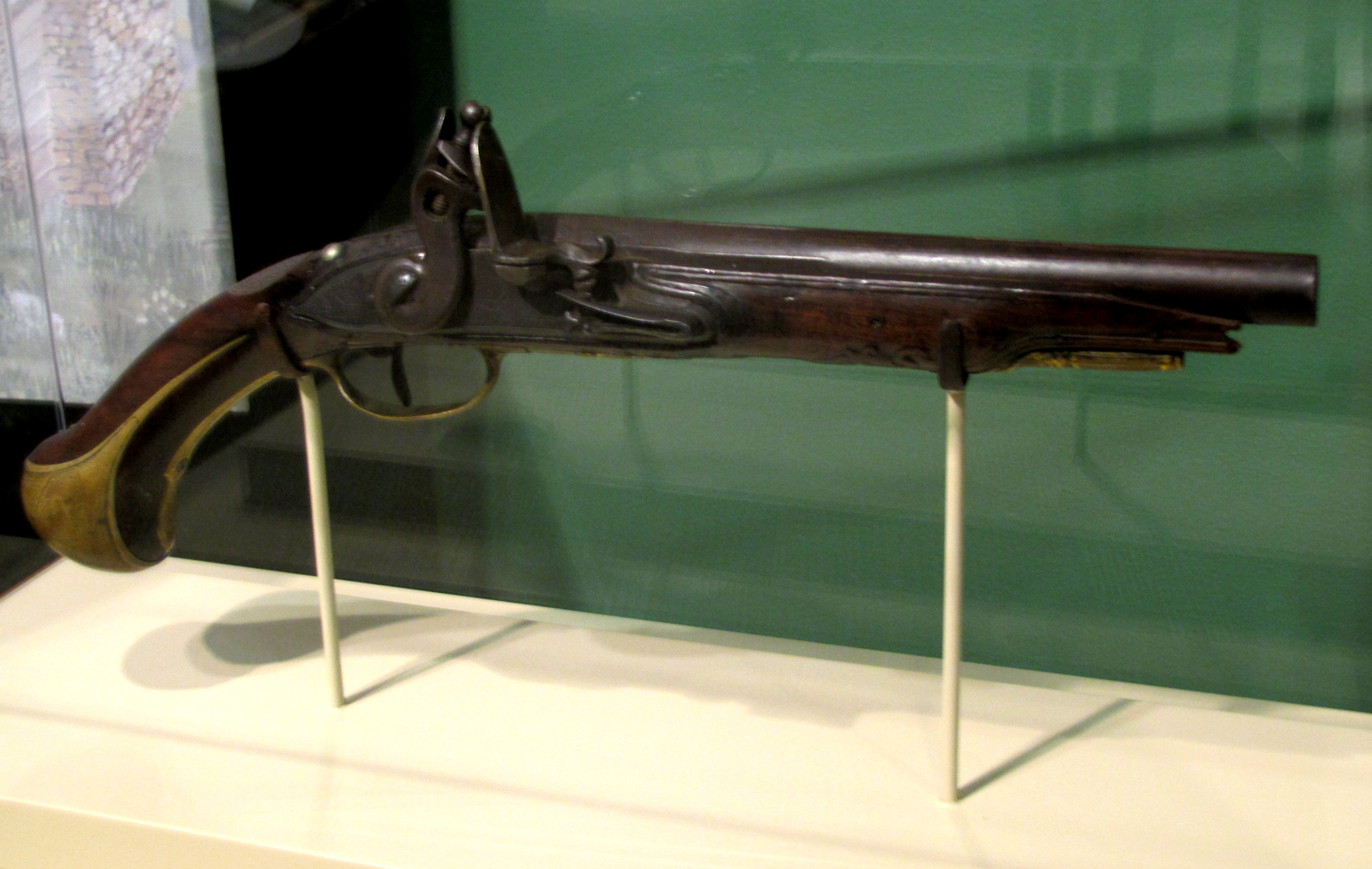
A pistola de Sevier em exposição no Centro de história do Tennessee Leste em Knoxville

As limitações constitucionais de mandato novamente impediram-no de disputar um quarto mandato consecutivo, Sevier disputou um dos assentos do Senado dos Estados Unidos pelo estado do Tennessee em 1809, mas o legislativo escolheu Joseph Anderson. Ele então disputou para uma vaga no Senado estadual pelo Condado de Knox conquistando facilmente. Em 1811, Sevier foi eleito para a Câmara dos Representantes dos Estados Unidos pelo distrito geral do estado. Em 1813, foi reeleito, desta vez representando o 2º distrito recém criado. Sevier foi um acérrimo defensor da guerra de 1812 e o presidente James Madison ofereceu-lhe um comando no exército, mas Sevier declinou.
Em 1815, Sevier morreu no Alabama, durante a realização de um levantamento de terras que Jackson havia recentemente adquirido da tribo Creek e foi enterrado ao longo do Rio Tallapoosa perto do Fort Decatur. Em 1889, a pedido do governador Robert Love Taylor, seus restos mortais foram reenterrados no jardim da Corte de Knoxville no Condado de Knox. Um monumento foi colocado na sepultura em 1893, numa cerimônia que incluiu um discurso do historiador Oliver Perry Temple. Em 1922, os restos mortais de sua segunda esposa, Catherine Sherill, foram reenterrados ao lado de Sevier. Um monumento reconhecendo sua primeira esposa, Sarah Hawkins, foi colocado no local em 1946.

## Legado
Em seu livro de 2009, o Estado Perdido de Franklin, Kevin Barksdale ressalta que enquanto Sevier foi conduzido, pelo menos em parte, por um desejo de solidificar suas próprias reivindicações de terras na região dos Trans-Apalaches, no entanto, representa para muitos Tennesseanos Orientais, "individualismo áspero, excepcionalismo regional e dignidade cívica". Por quase um século após sua morte, historiadores como J.G.M. Ramsey e Oliver Perry Temple devotam louvor incondicional ao Sevier e romantizam vários eventos em sua vida. Estes eventos foram esclarecidos por autores posteriores como Theodore Roosevelt (Como o oeste foi ganho) e Samuel Cole Williams (História do estado perdido de Franklin).
Vários historiadores argumentam que a rivalidade entre John Sevier e Andrew Jackson foi a raiz do partidarismo que dividiu o Tennessee Leste e o resto do estado nas décadas subsequentes. Sentimento favorável ao Sevier no Tennessee Leste gradualmente evoluiu para o apoio ao partido Whig em 1830 e apoio da União durante a Guerra Civil. Após a guerra, o Tennessee Leste permaneceu uma das poucas regiões ao sul predominantemente republicanas (partido republicano) no século XX.

### Monumentos e memoriais

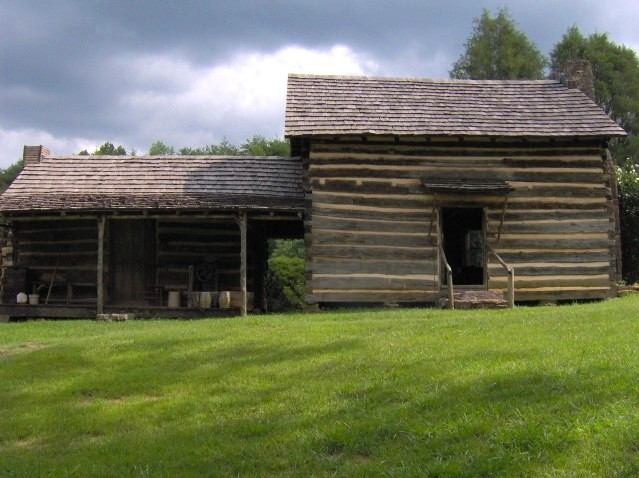
A cabana de Sevier

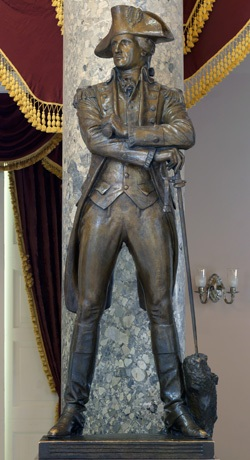
Estátua de Sevier no National Statuary Hall Collection

Na década de 1770, Sevier estabeleceu uma plantação, no Mount Pleasant, ao longo do rio Nolichucky ao sul de Jonesborough. Esta residência foi a inspiração para seu apelido, "Nolichucky Jack". Ele mudou-se para Knoxville em 1797, onde iniciou a construção do que mais tarde se tornou o James Park House. Ele completou apenas a fundação, no entanto, antes de mudar-se para Marble Springs, uma plantação que possuía em Knoxville do Sul. Uma cabana ainda registra sua estada neste lugar, mesmo sendo atribuída a Sevier, há uma análise dendrocronológica do traços na cabine, realizada pela Universidade do Tennessee que sugere que a cabine foi construída bem depois de sua morte. Marble Springs foi designado um sítio histórico do Estado e é listado no Registro Nacional de lugares históricos.
Inúmeras entidades civis e municipais são nomeadas em homenagem ao Sevier. Estas incluem no estado americano do Tennessee, o Condado de Sevier e a sede do condado, Sevierville. A rodovia governador John Sevier no sul no Condado de Knox. John Sevier Middle School em Kingsport. John Sevier Elementary School, em Maryville. Outras entidades com seu nome incluem uma usina carvão operada pela autoridade do Vale de Tennessee perto Rogersville, uma jarda de classificação da ferrovia operada pela Norfolk Southern no Condado de Knox e um dormitório de Austin Peay State University, em Clarksville. Bonny Kate Elementary em Knoxville Sul, e Knoxville-based Bonny Kate Chapter da Daughters of the American Revolution foram nomeados pela esposa de Sevier, Catherine Sherrill.
Em 1931, uma estátua de Sevier feita por Leopold e Belle Kinney Scholz foi colocada no National Statuary Hall Collection do Capitólio dos Estados Unidos. Outros monumentos incluem um busto no primeiro andar do Capitólio do estado de Tennessee, seu monumento colocado no Tribunal do Condado de Knox, em Knoxville e o monumento Daughters of American Revolution em Marble Springs em Knoxville e Myrtle Hill Cemetery, em Rome (Geórgia), na Geórgia. Um monumento ao pai em Sevier, Valentine Sevier, foi colocado em Sycamore Shoals State Historic Park em Elizabethton.

## Família
Sevier é um parente distante de St. Francis Xavier, o nome "Sevier", sendo uma grafia anglicizada de "Xavier". No século XVII, alguns membros da família Xavier tornaram-se protestantes (huguenotes). Em 1685, após a revogação do Édito de Nantes, o avô de Sevier, Don Juan Xavier, mudou-se para Londres e mudou seu nome para John Sevier. O pai de Sevier, Valentine "O imigrante" Sevier (1712–1803), nasceu em Londres e mudou-se para a América em 1740.
Sevier casou com Sarah Hawkins (1746–1780) em 1761. Tiveram dez filhos: Joseph, James, John, Elizabeth, Sarah, Mary Ann, Valentine, Rebecca, Richard, e Nancy. Após a morte de Sarah, Sevier casou com Catherine Sherrill (1754–1836). Eles tiveram oito filhos: Catherine, Ruthe, George Washington, Samuel, Polly, Eliza, Joanna, e Robert.
O sobrinho-neto de Sevier, Ambrose Hundley Sevier (1801–1848), serviu como um dos primeiros senadores nacionais representando o Arkansas. Condado de Sevier de Arkansas, foi nomeado em sua homenagem. A família de Conway, que cedo dominou a política do estado de Arkansas, eram primos de Sevier. Henry Conway, o avô de Ambrose Sevier e primeiro governador do Arkansas, James Conway de Sevier, era amigo de Sevier e atuou como tesoureiro do estado de Franklin. Dois dos filhos de Sevier, James e John, casaram com filhas de Conway, Nancy e Elizabeth, respectivamente.
Uma grande família de Seviers, no estado americano de Luisiana, em Madison Parish também reivindicam descendência de John Sevier, entre eles o senador estadual Andrew L. Sevier de Tallulah, que serviu na câmara alta em Baton Rouge de 1932 até sua morte em 1962.

## Fonte da tradução
- Este artigo foi inicialmente traduzido, total ou parcialmente, do artigo da Wikipédia em inglês cujo título é «John Sevier».